# Kiosque d'information

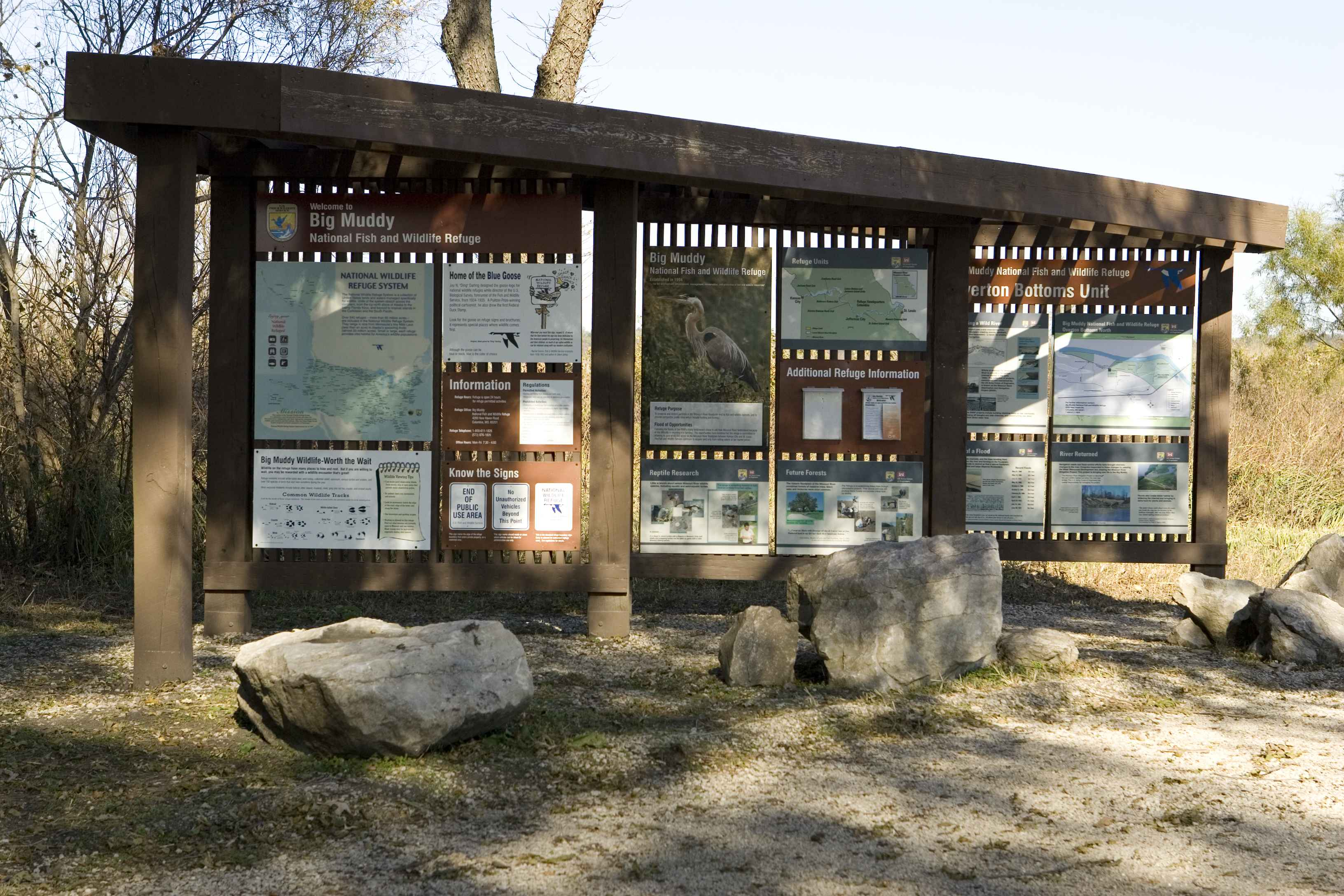
Kiosque d'information dans le Big Muddy National Fish and Wildlife Refuge, aux États-Unis.

Un kiosque d'information est un édicule couvert et sans mitoyenneté où sont proposées des informations touristiques sur le site où il se dresse, soit par le biais de panneaux, soit via du personnel attitré. Il peut agir comme un office de tourisme miniature.